# یولیوس برانتال
یولیوس برانتال (۱۸۹۱–۱۹۷۲) مورخ، سردبیر مجله و فعال سیاسی یهودی و اتریشی بود. شهرت برانتال بیشتر به دلیل نقش او به عنوان دبیر انترناسیونال سوسیالیست بین سال‌های ۱۹۵۱ تا ۱۹۵۶ می‌باشد. او همچنین به خاطر سه جلد اثر عظیم تاریخی انترناسیونال که اولین بار بین سالهای ۱۹۶۱ تا ۱۹۷۱ به زبان آلمانی منتشر شد، شناخته می‌شود.

## زندگی‌نامه

### سال‌های ابتدایی
یولیوس برانتال در تاریخ ۵ مه ۱۸۹۱ میلادی در وین، که در آن زمان جزو پادشاهی اتریش-مجارستان بود متولد شد.
در طول جنگ جهانی اول، برانتال افسر نظام آتش اتریش-مجارستان بود. در این زمان بود که به او نشان شجاعت اده شد و در پایان جنگ نیز به درجه ستوانی رسید.

### جنگ جهانی دوم و بعد از آن
در طول جنگ جهانی دوم، برانتال سردبیر مجله کارگر و انترناسیونال سوسیالیستی، انجمن بین‌المللی سوسیالیست بود. او تا سال ۱۹۴۸ میلادی در این سمت خدمت کرد. پس از آن، برانتال به عنوان دبیر کنفرانس بین‌المللی سوسیالیست انتخاب شد که یک سازمان انتقالی که قبل از تأسیس انترناسیونال سوسیالیست جدید فعالیت می‌کرد. در سال ۱۹۵۱ برانتال به عنوان اولین دبیرکل این نهاد بین‌المللی جدید منصوب شد. او این سمت را تا سال ۱۹۵۶ حفظ کرد.

### مرگ و میراث
یولیوس برانتال در ۲۴ آوریل ۱۹۷۲ در تدینگتون، انگلستان درگذشت. او هنگام مرگ ۷۸ سال داشت. مقالات برانتال در پژوهشکده بین‌المللی تاریخ اجتماعی در آمستردام، هلند قرار دارد.

## آثار
- - Die Arbeiterräte in Deutschösterreich. Vienna, 1919.
  - Die Sozialpolitik der Republik. Vienna: Wiener Volksbuchhandlung, 1919.
  - Kommunisten und sozialdemokraten. Vienna: Verlag der Wiener Volksbuchhandlung, 1920.
  - Die Wiener Julitage 1927. Vienna: erlag der Wiener Volksbuchhandlung, 1927.
  - 40 Jahre 1. Mai. Vienna, ۱۹۲۹.
  - Festschrift zur 2. Arbeiter-Olympiade. Vienna: Rotationstiefdruck: "Vorwärts," 1931.
  - Need Germany Survive? London: Victor Gollancz, 1943.
  - The Future of Austria: A Plea for the United States of Europe. London: Victor Gollancz, 1943.
  - In Search of the Millennium. London: Victor Gollancz, 1945.
  - The Paradox of Nationalism: An Epilogue to the Nuremberg Trials: Common-Sense Reflections in the Atomic Age.London: St. Botolph Publishing Co. , 1946.
  - The Tragedy of Austria. London: Victor Gollancz, 1948.
  - "The Rebirth of Social Democracy," Foreign Affairs, vol. 27, no. 4 (ژوئیه ۱۹۴۹), pp. 586–600. In JSTOR
  - Der gegenwärtige Stand der sozialistischen Literatur. Bielefeld: Verlag Neue Gesellschaft, n.d. [c. 1955].
  - Yearbook of the International Socialist Labour Movement. London: Lincolns-Prager, 1956.
  - The Significance of Israeli Socialism and the Arab-Israeli Dispute. With J.B. Kripalani. London: Lincolns-Prager, 1958.
  - Sozialistische Weltstimmen. Berlin: Verlag nach J.H.W. Dietz, 1958.
  - Geschichte der Internationale, Vol. 1. Hannover, Germany: Verlag J.H.W. Dietz, 1961.
  - Geschichte der Internationale, Vol. 2. Hannover, Germany: Verlag J.H.W. Dietz, 1963.
  - Auf der Suche nach dem Millennium. Vienna: Europa Verlag, 1964.
  - Socialism. The First 100 Years. Rome: Centre for Labour and Social Studies, 1964.
  - Victor und Friedrich Adler; zwei Generationen Arbeiterbewegung. Vienna: Verlag der Wiener Volksbuchhandlung, 1965.
  - History of the International: Volume 1: 1864-1914. New York: Frederick A. Praeger, Publishers, 1967.
  - History of the International: Volume 2: 1914-1943. New York: Frederick A. Praeger, Publishers, 1967.
  - Geschichte der Internationale, Vol. 3. Hannover, Germany: Verlag J.H.W. Dietz, 1971.
  - History of the International: Volume 3: 1943-1968. London: Victor Gollancz, 1980.